# جک کامرون (بازیکن هاکی روی یخ)
جک کامرون (انگلیسی: Jack Cameron; ۳ دسامبر ۱۹۰۰ – ۲۹ نوامبر ۱۹۸۱) بازیکن هاکی روی یخ اهل کانادا بود.